# 1259 w literaturze
Wydarzenia literackie w 1259 roku.

## Wydarzenia
- Z rozkazu byłego cesarza Japonii Go-Saga, rozpoczęto tworzenie zbioru japońskiej poezji waka, który ukończono w 1265 roku, znanego jako Shokukokin Wakashū.

## Urodzili się
- Muhammad ibn Rushayd, muzułmański pisarz (zm. 1321)

## Zmarli
- Adam z Marsh, angielski teolog (ur. ok. 1200)
- Jehan Erart, francuski truwer (ur. między 1200 a 1210)
- Henryk Łotysz, niemiecki kronikarz (ur. między 1180 a 1188)
- Mateusz Paris, angielski pisarz i kronikarz (ur. ok. 1200)